# Ermuntre dich, mein schwacher Geist
 (octobre 2015).
Si vous disposez d'ouvrages ou d'articles de référence ou si vous connaissez des sites web de qualité traitant du thème abordé ici, merci de compléter l'article en donnant les références utiles à sa vérifiabilité et en les liant à la section « Notes et références ».
Pour un article plus général, voir Liste des airs spirituels de Jean-Sébastien Bach.
Ermuntre dich, mein schwacher Geist (BWV 454) est une œuvre du compositeur allemand Jean-Sébastien Bach, faisant partie du Schemellis Gesangbuch.